# 산마우리치오카나베세
산마우리치오카나베세는 이탈리아 피에몬테주에 있는 토리노 광역시의 코무네로, 토리노에서 북서쪽으로 약 15 킬로미터 (9 mi) 떨어져 있다.
산마우리치오카나베세는 다음 코무네와 접한다: 산프란체스코알캄포, 치리에, 레이니, 로바소메로 및 카셀레토리네세.
알레니아 아에로나우티카는 토리노 카셀레 공항 부지와 산마우리치오카나베세에 사무실을 두고 있다.

## 역사
고대 로마 이전 시대에는 이 지역에 켈트족-리구리아인 부족이 살았다. 중세 시대에는 13세기부터 몬페라토 변경백국의 영토 일부였다.
리소르지멘토 기간 동안, 이곳은 페네스트렐레와 함께 옛 양시칠리아 왕국의 반란군을 수감하는 장소였다. 제2차 세계 대전 후반에 TV 과학 진행자 피에로 안젤라의 아버지이자 산마우리치오에 있는 정신병 클리닉 "빌라 투리나 아미오네"의 당시 원장이었던 카를로 안젤라는 나치 독일과 이탈리아 사회공화국 군대    피해 도망친 여러 반파시스트 반대자들과 유대인들에게 피난처를 제공했다.

## 주요 명소
- 산마우리치오 마르티레 교구 교회
- 산로코 교회

## 주목할 만한 인물
- 조반니 브루네로 (1895-1934), 사이클 선수

## 자매 도시
- 헤네랄 카브레라, 아르헨티나